# Cultura a Pristina

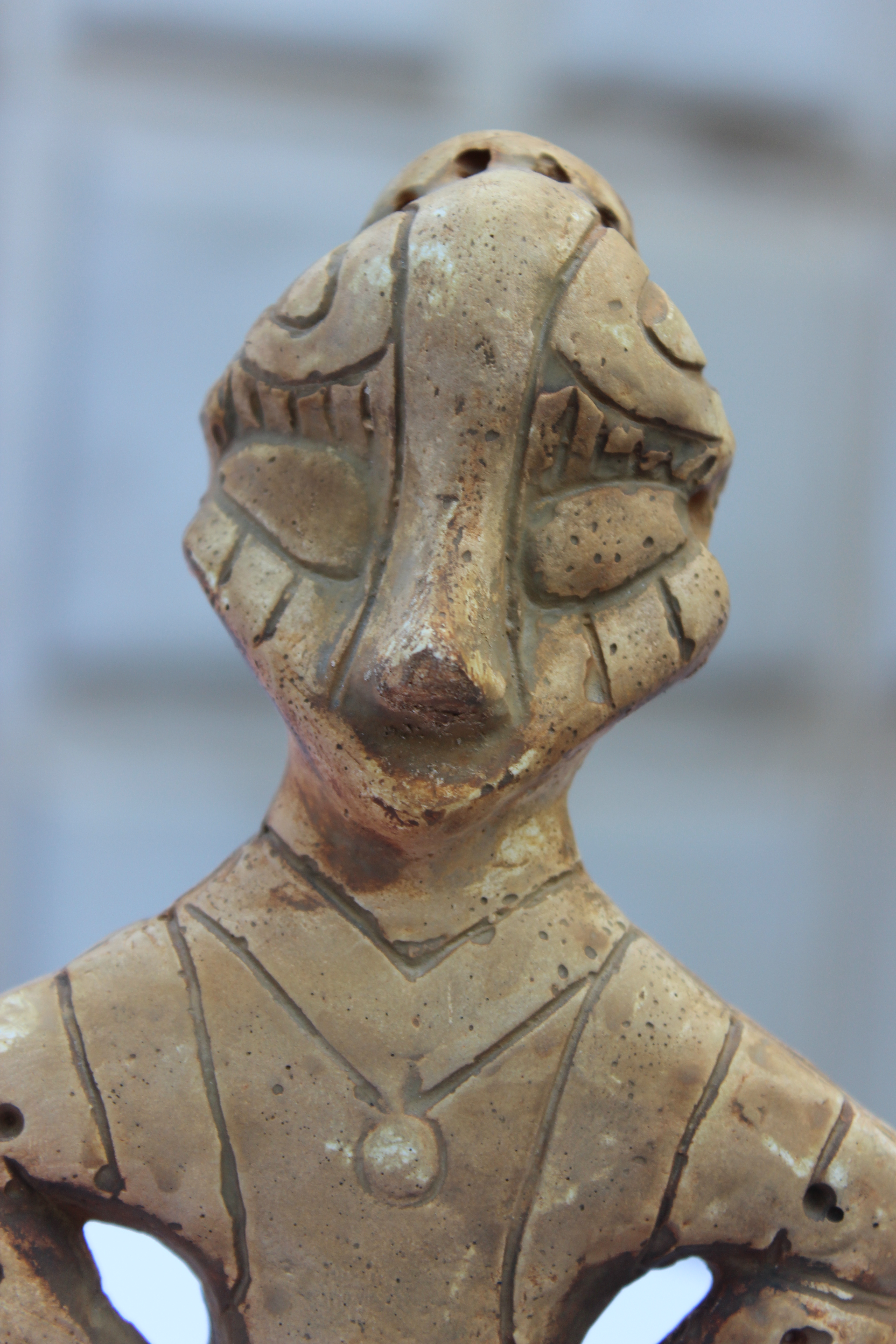
Dea sul trono

Nel ruolo di capitale del Kosovo, Pristina rappresenta il fulcro dello sviluppo culturale e artistico per tutti gli albanesi residenti in Kosovo. Il dipartimento degli affari culturali è solo uno degli enti che promuovono e organizzano gli eventi culturali, contribuendo a rendere Pristina una delle città con le tradizioni culturali e artistiche più ricche e vivaci.
La Dea sul Trono (albanese: Mbretëresha e Dardanisë o Hyjnesha ne Fron) è stata adottata come simbolo di Pristina e rappresentano i reperti archeologici più preziosi del Kosovo, scoperti durante scavi condotti nel 1955 nella regione di Ulpiana, un sobborgo di Pristina. Risale al 3500 aC nel Neolitico ed è fatto di argilla.

## Dipartimento per gli Affari Culturali
L'Assessorato alla Cultura, alla Gioventù e allo Sport rappresenta uno dei 11 dipartimenti del comune di Pristina, con competenze che spaziano dalla cultura alle attività giovanili e sportive. A capo di questo dipartimento, dopo le elezioni locali del 2017, è Yll Rugova.
Alcune delle responsabilità del Dipartimento sono:
- Gestione delle risorse culturali locali, compresi i musei locali e le risorse del patrimonio culturale,
- Gestione dell'Archivio Comunale, del Teatro "Dodona", della Biblioteca Comunale, dello Stadio Comunale, del Palazzetto dello Sport e di altre strutture connesse,
- Organizzare dibattiti sullo sviluppo e il progresso della cultura, della gioventù e dello sport e
- Sostenere le attività culturali, giovanili e sportive, nonché il rinnovamento del loro sviluppo nel proprio territorio.[5]

## Letteratura
Essendo il cuore pulsante dell'arte, Pristina riveste altresì un ruolo centrale nella scena letteraria del Kosovo. Grazie alla presenza di numerose istituzioni universitarie, la città accoglie migliaia di studenti e visitatori che frequentano le biblioteche e gli editori locali. Tra questi editori pristanesi troviamo Dukagjini, Libri Shkollor, Dija, Koha, Toena, Albas, Rilindja e molti altri.

### Biblioteca nazionale del Kosovo

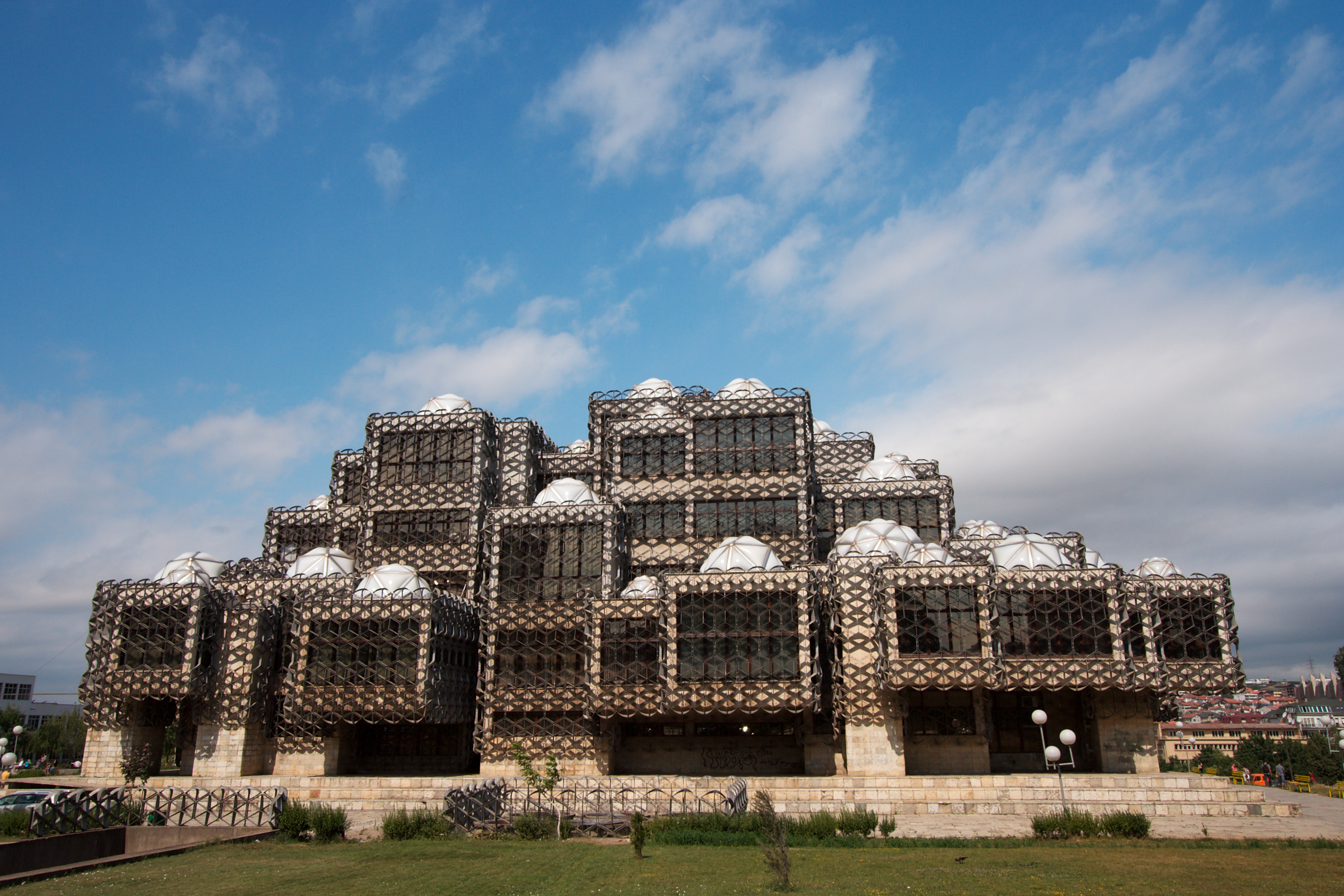
Biblioteca nazionale del Kosovo

La Biblioteca Nazionale del Kosovo è stata fondata nel 1944. È la più alta istituzione del suo genere in Kosovo. Con un fondo di migliaia di libri, è una delle biblioteche più grandi della regione. Ogni anno vengono aggiunti all'archivio della biblioteca più di 40.000 esemplari.
Incluse in questa biblioteca vi sono alcune sottobiblioteche come la Biblioteca Europea, la Biblioteca NATO, la Biblioteca d' Arte Contemporanea, la Biblioteca d' Arte Musicale ed altre. Ogni anno la biblioteca organizza la settimana della biblioteca dove viene presentato il lavoro di diversi scrittori, vengono pubblicati molti libri e si tengono dibattiti sulla letteratura in Kosovo.

### Biblioteca Hivzi Sulejmani

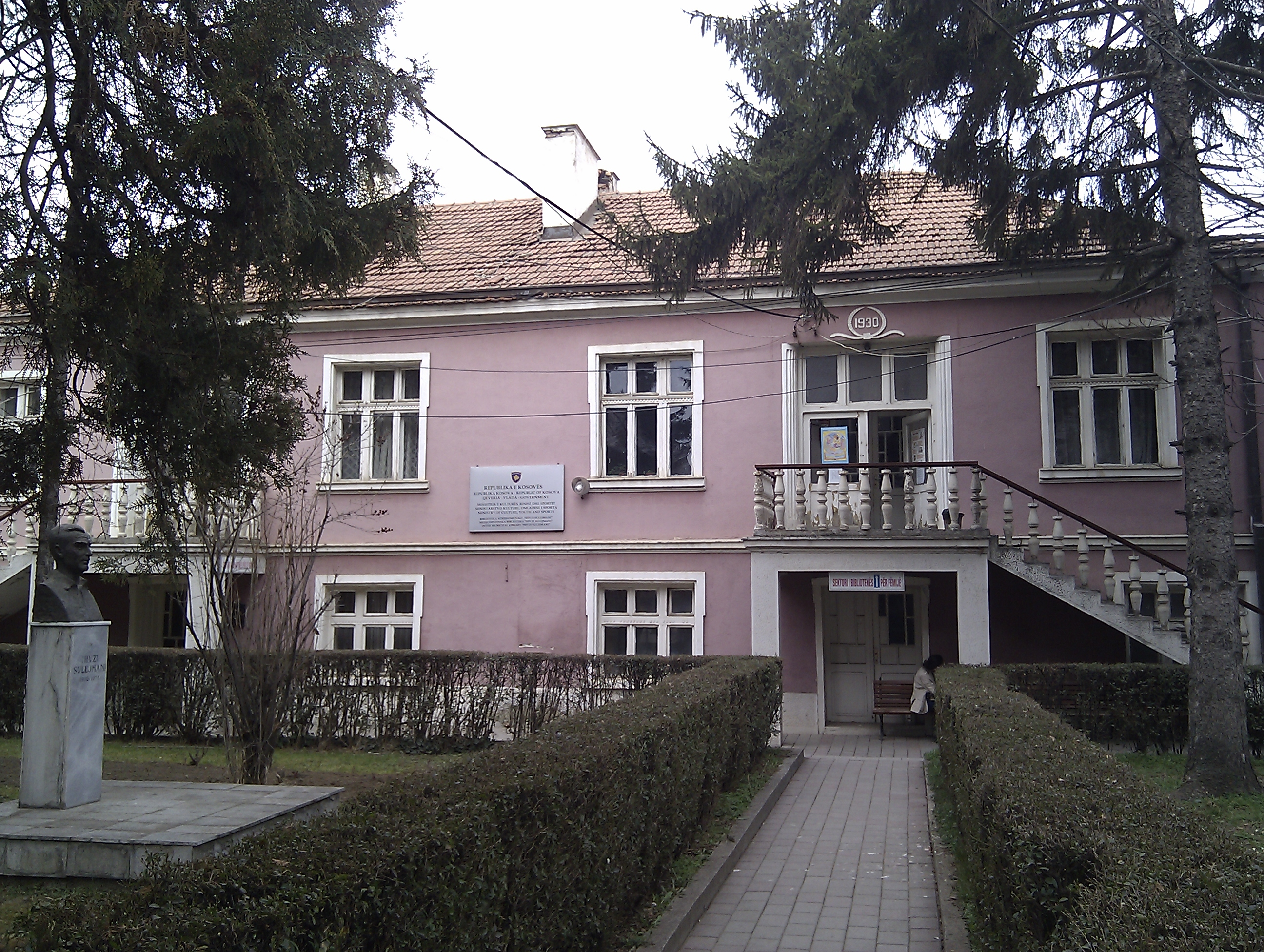
Biblioteca Hivzi Sulejmani

La biblioteca è stata fondata nel 70 anni fa ed è una delle biblioteche più grandi per numero di libri presenti nel suo inventario, che sfiora i 100.000. Tutti questi libri sono in servizio per i lettori registrati della biblioteca.

## Teatro

### Teatro Nazionale del Kosovo

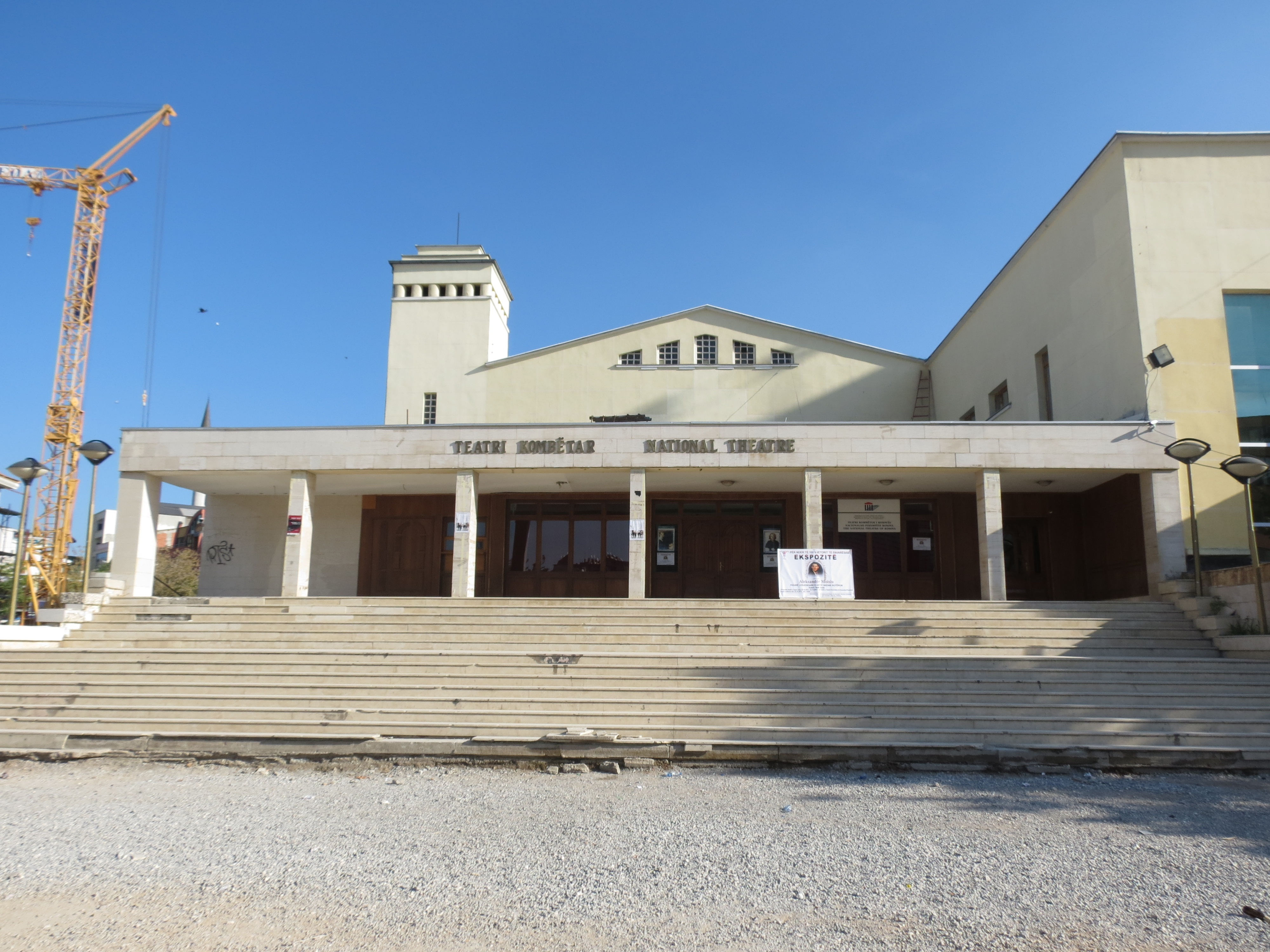
Teatro Nazionale del Kosovo

Il teatro è stato fondato nell'ottobre 1946 a Prizren . È stata la prima istituzione teatrale professionale in Kosovo dopo la seconda guerra mondiale . Pochi mesi dopo la fondazione, il teatro fu trasferito a Pristina . Le prime rappresentazioni del teatro furono per lo più create da artisti dilettanti e idealisti talentuosi ed entusiasti, aiutati da artisti professionisti provenienti da altri teatri dell'ex Jugoslavia . Negli anni '60 l'ensemble del teatro si arricchì pian piano di personale professionale.
Fino al 1989 furono proiettate in sala oltre 400 prime con più di 10.000 repliche alle quali seguirono oltre 3.2 milione di spettatori. Il repertorio di questo teatro è stato costruito su molti copioni drammatici nazionali, internazionali e dell'ex Jugoslavia. Questi spettacoli teatrali, presentati in diversi festival di carattere nazionale e internazionale nell'ex Jugoslavia, furono elogiati dalla critica dell'epoca e furono onorati con diversi premi artistici. Nel 1967, la commedia "Erveheja" del regista Muharrem Qena è stata insignita del premio per il miglior dramma al Festival drammatico jugoslavo "Sterijino Pozorje" . Oltre agli spettacoli in lingua albanese, ci furono anche spettacoli in lingua serba, soprattutto dopo il 1981, quando il teatro operò sotto la forte pressione politica del regime comunista jugoslavo.
Nel 1990, il regime rigoroso di Slobodan Milosevic pose il teatro sotto un'amministrazione violenta espellendo gli artisti albanesi dal teatro e ponendolo sotto un controllo totalitario. Durante questo periodo, in un sistema educativo universitario parallelo creato contro il regime totalitario, dall'ensemble artistico furono create molte case-scuola, che già facevano parte di questo teatro d'insieme professionale. Nel dopoguerra, nel 1999, sono stati rappresentati in teatro numerosi spettacoli nazionali e internazionali. Il teatro è di carattere nazionale, in quanto tale è finanziato dal Ministero della Cultura, della Gioventù e dello Sport del Kosovo.

## Arte

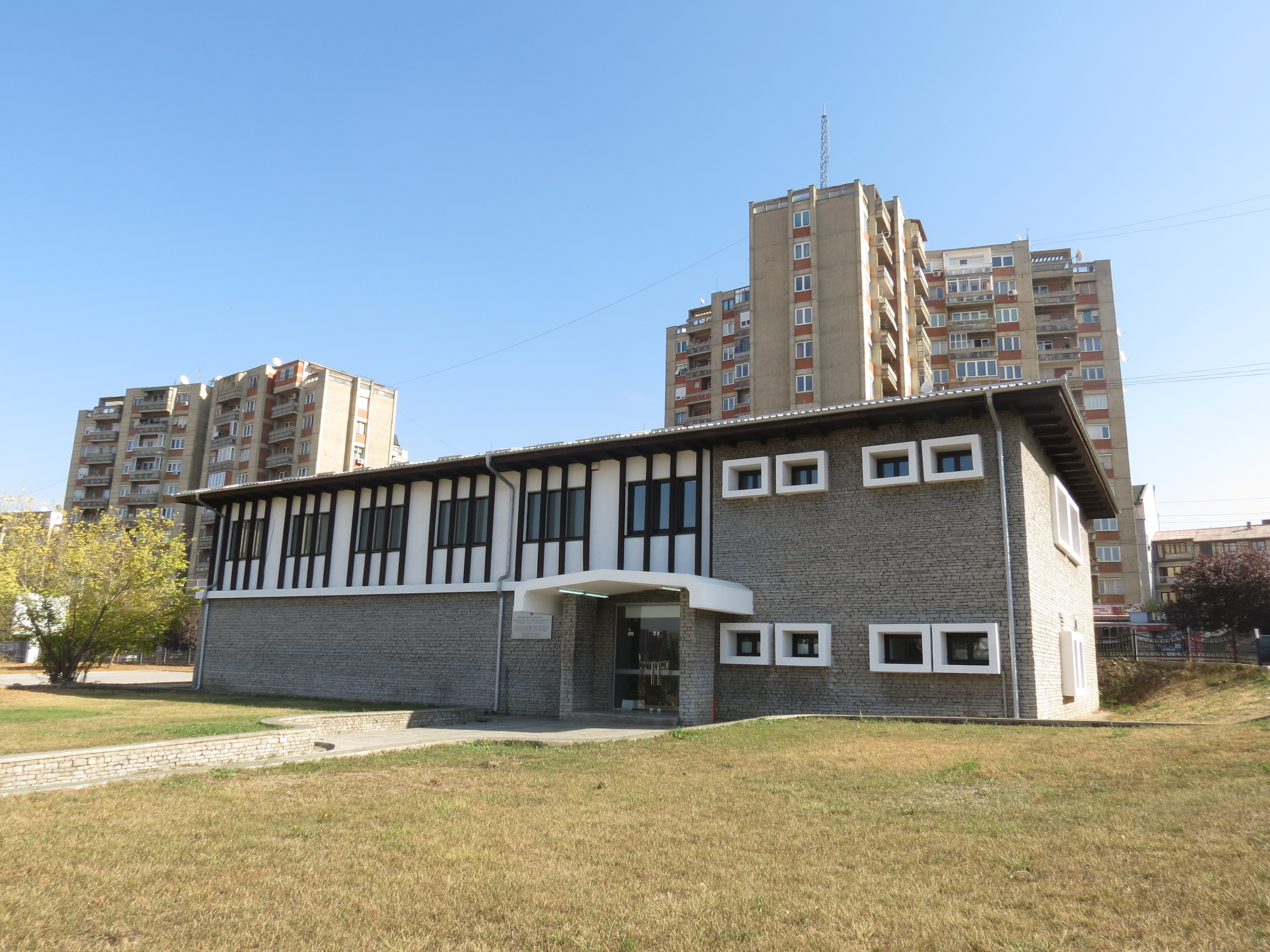
Pristina – Galleria Nazionale del Kosovo

* Festival della birra e del vino - Prishtina
Il Festival della Birra e del Vino è il più grande evento estivo che si tiene tra la fine di maggio e giugno presso il Palazzo della Gioventù e del Centro Sportivo a Pristina - Kosovo. Offre diverse marche di birre e vini a metà prezzo, il che significa che puoi ubriacarti completamente e avere ancora soldi nel portafoglio per tornare a casa. Fornisce musica, cibo delizioso e diversi giochi a tema di festa. Il festival è dedicato solo agli adulti. https://www.facebook.com/beerandwinefestival
- REDO Conferenza internazionale di progettazione grafica

È una conferenza internazionale sul design grafico che ha preso il via nel 2010. Designer grafici e studenti di design provenienti da tutta Europa si riuniscono per partecipare alle conferenze. Nomi rinomati come Experimental Jetset, Linda Van Deursen e Moniker hanno tenuto conferenze durante l'evento. La Biblioteca Nazionale del Kosovo funge da sede principale, mentre l'ex Rilinda e altri spazi culturali vengono utilizzati anche per ospitare le conferenze.
- PRIFILM FEST - Festival del cinema di Pristina

Ogni estate si tiene un festival cinematografico con numerose anteprime e film stranieri. Per il festival vengono utilizzati diversi luoghi in tutta la città e un tipico tappeto rosso per l'inizio rende l'evento più formale. Dura 5 giorni e ha un numero crescente di spettatori ogni anno.
- Festa della birra Kosovo

## Galleria d'immagini

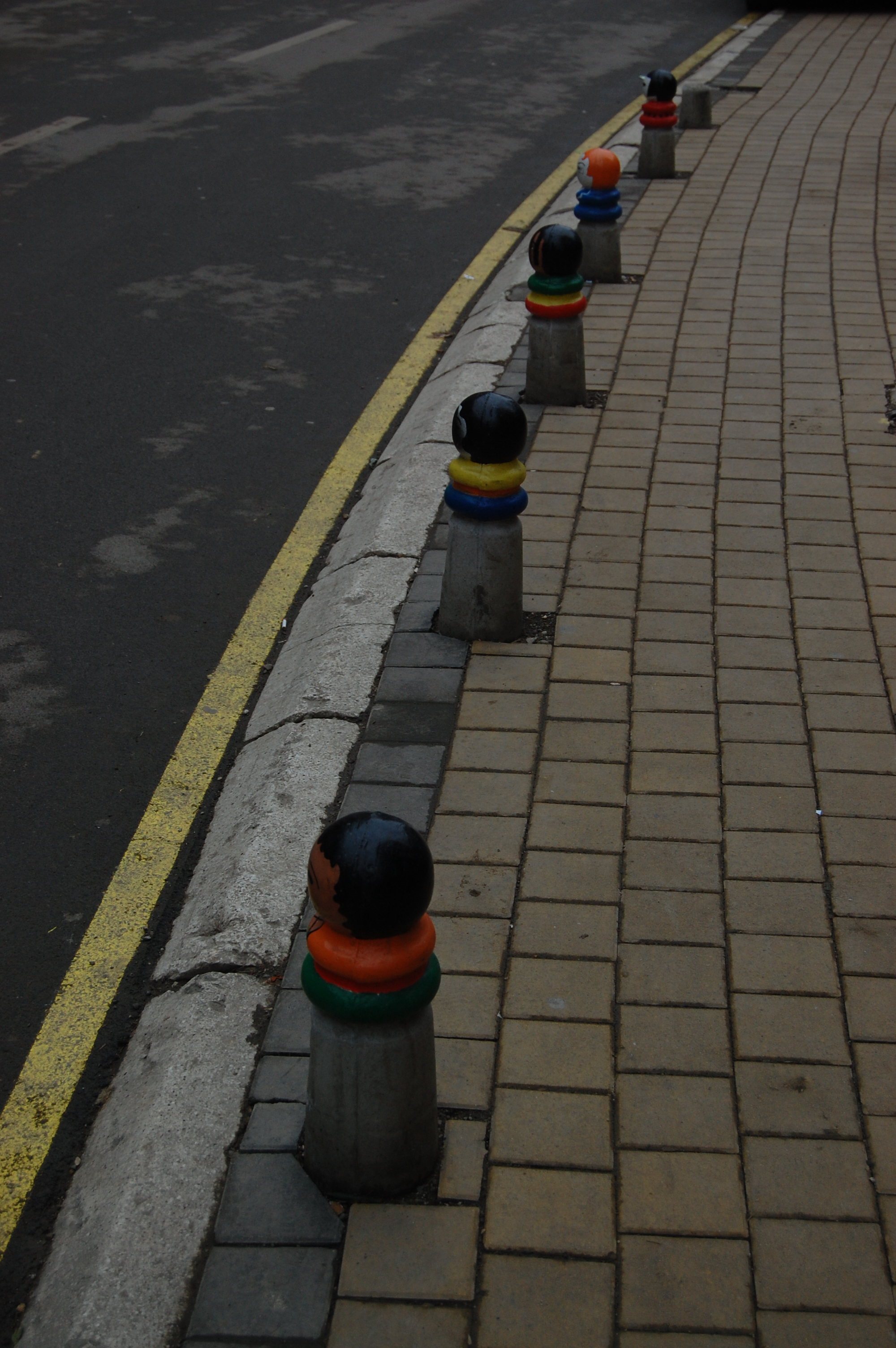
Arte di stradauna Pristina
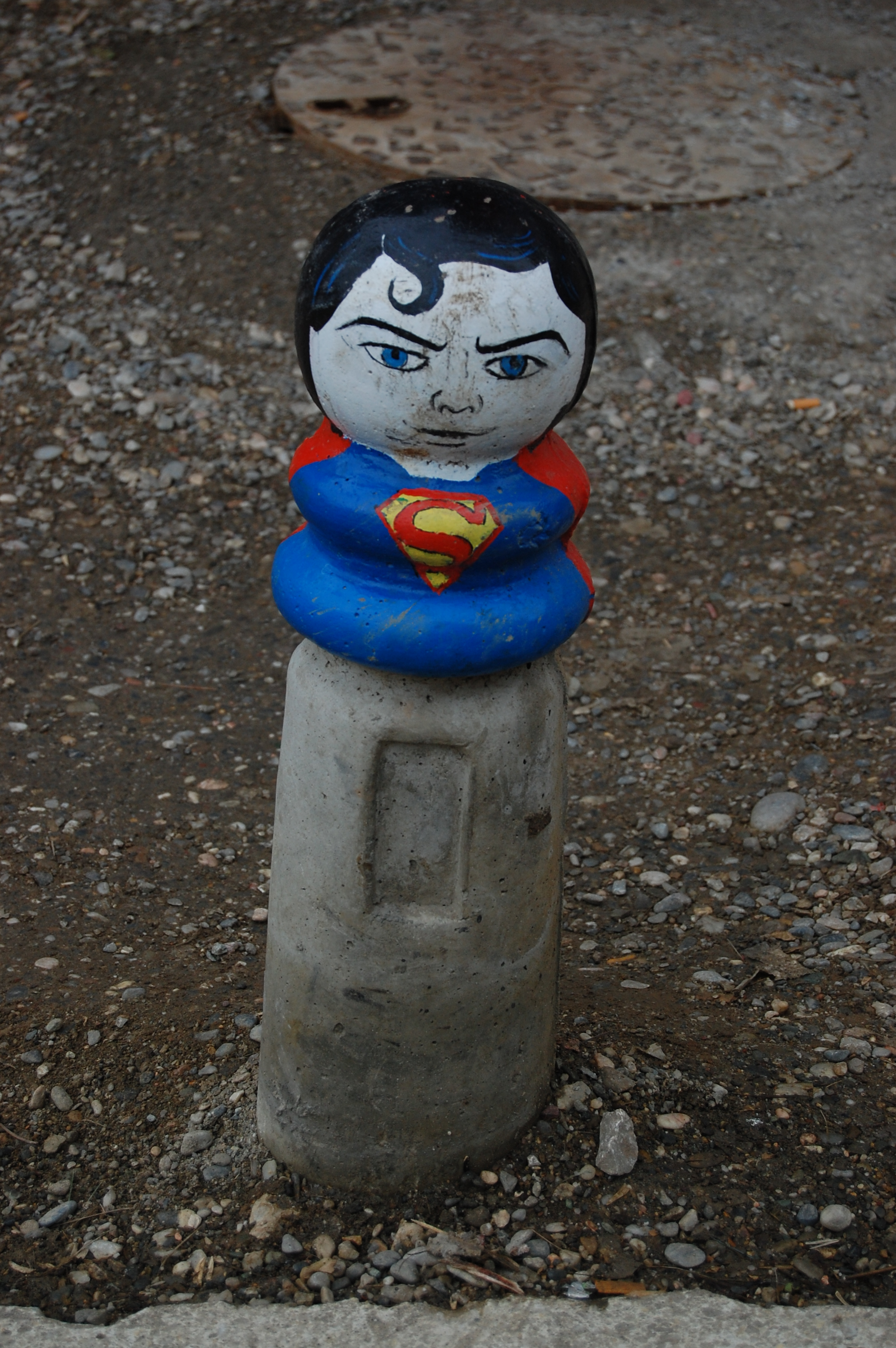
Undissuasoredipinto a Pristina
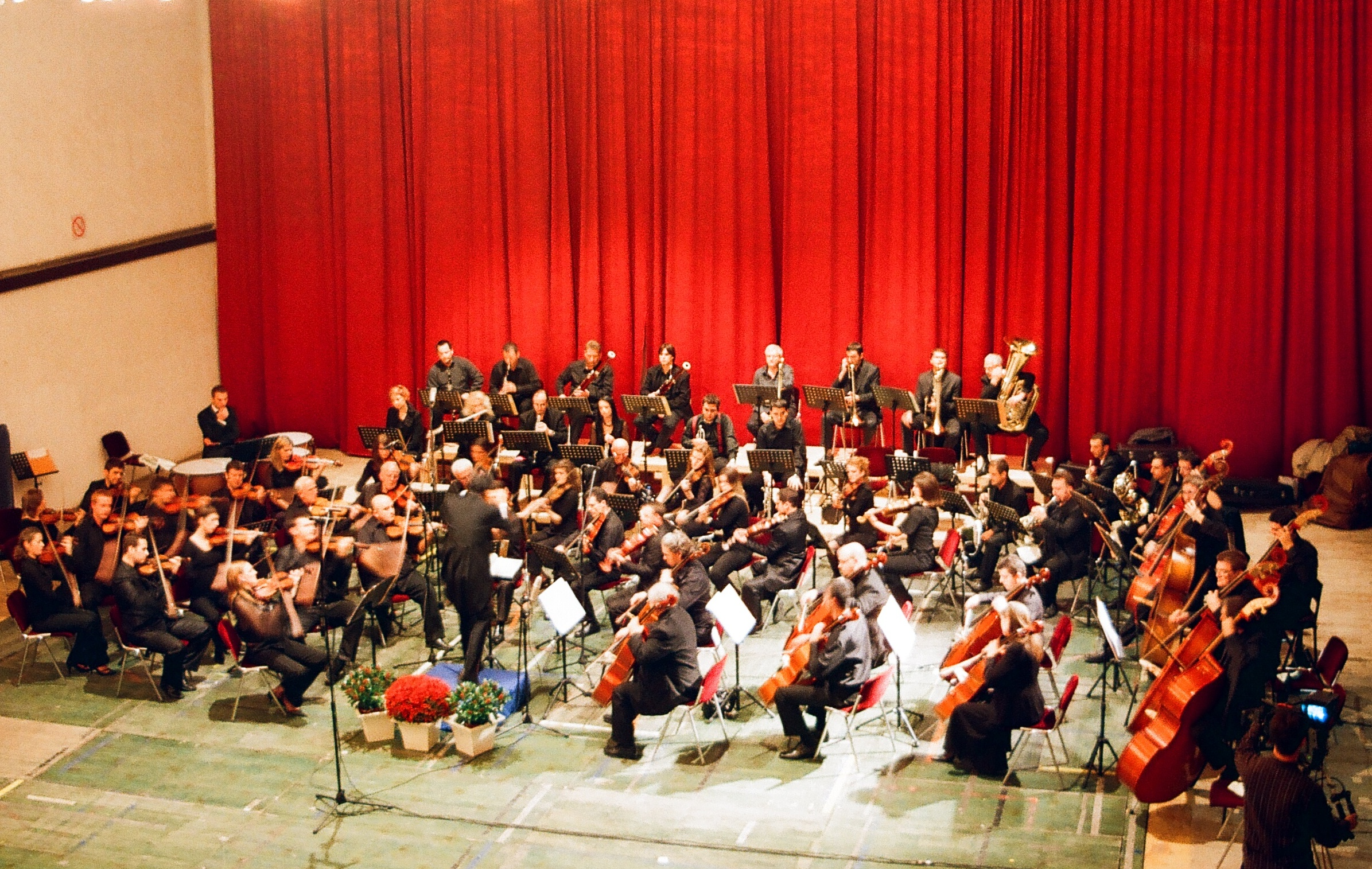
Orchestra Filarmonica del Kosovo
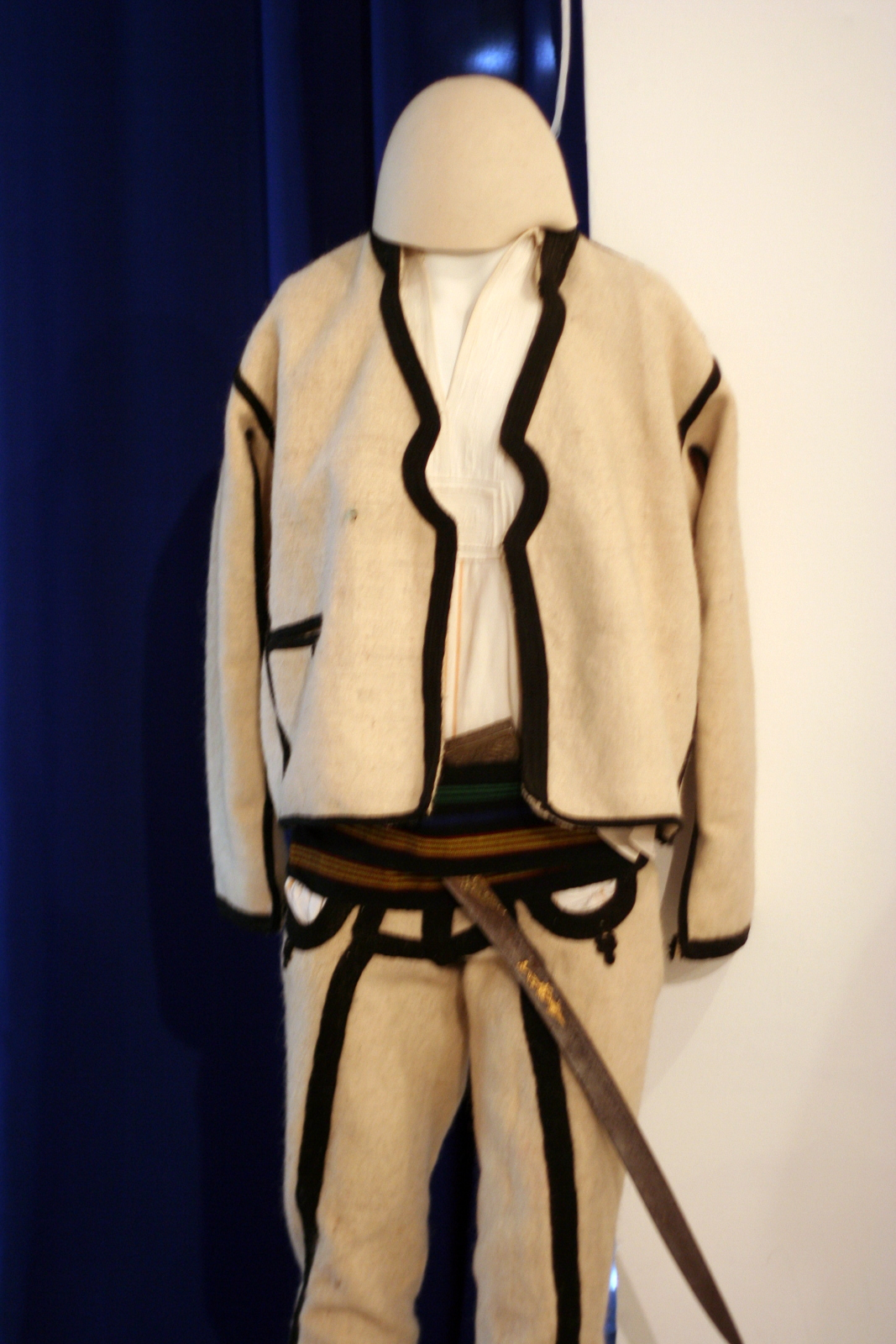
Abbigliamento tradizionale albanese
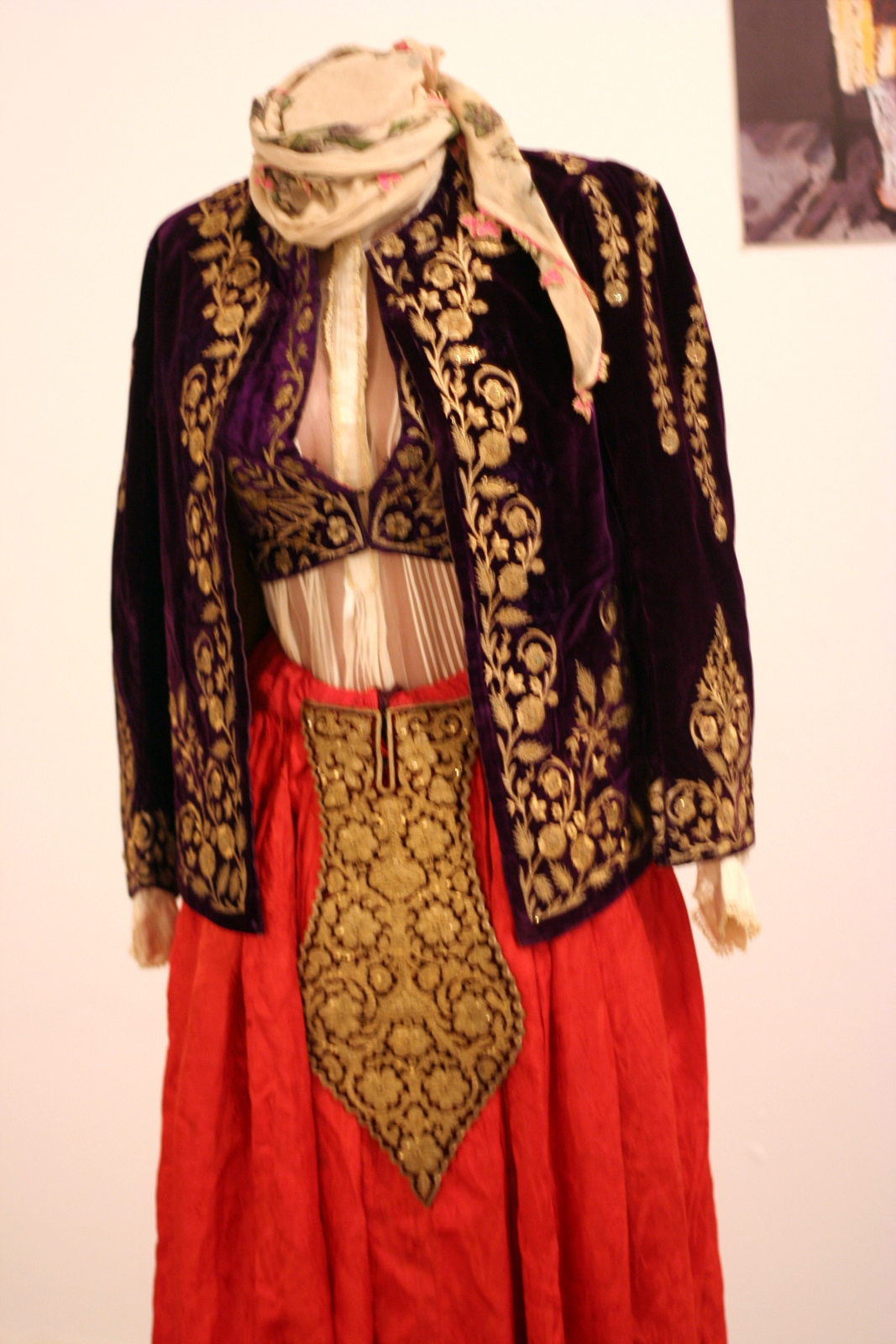
Abbigliamento tradizionale albanese
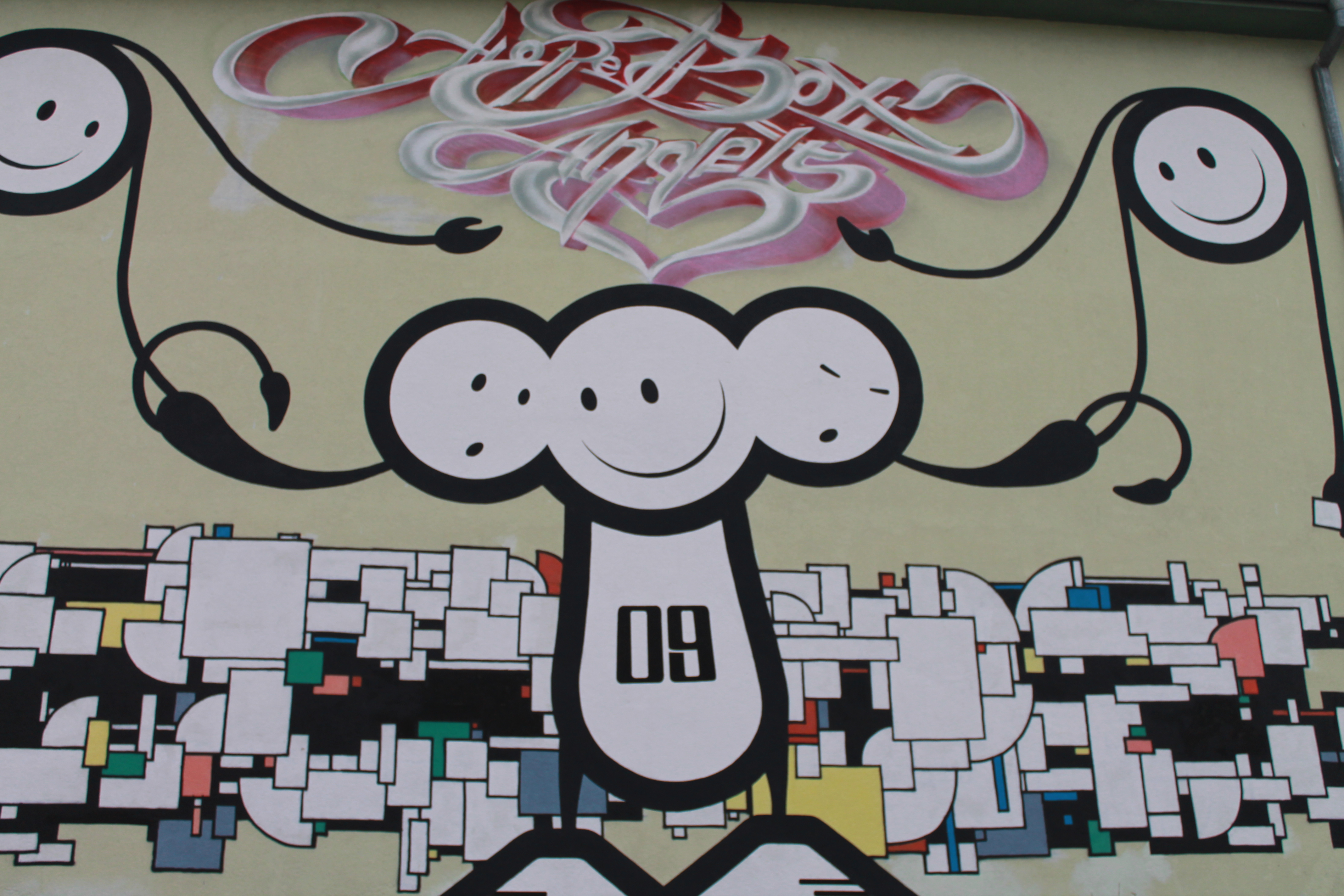
Arte dei graffitiuna Pristina
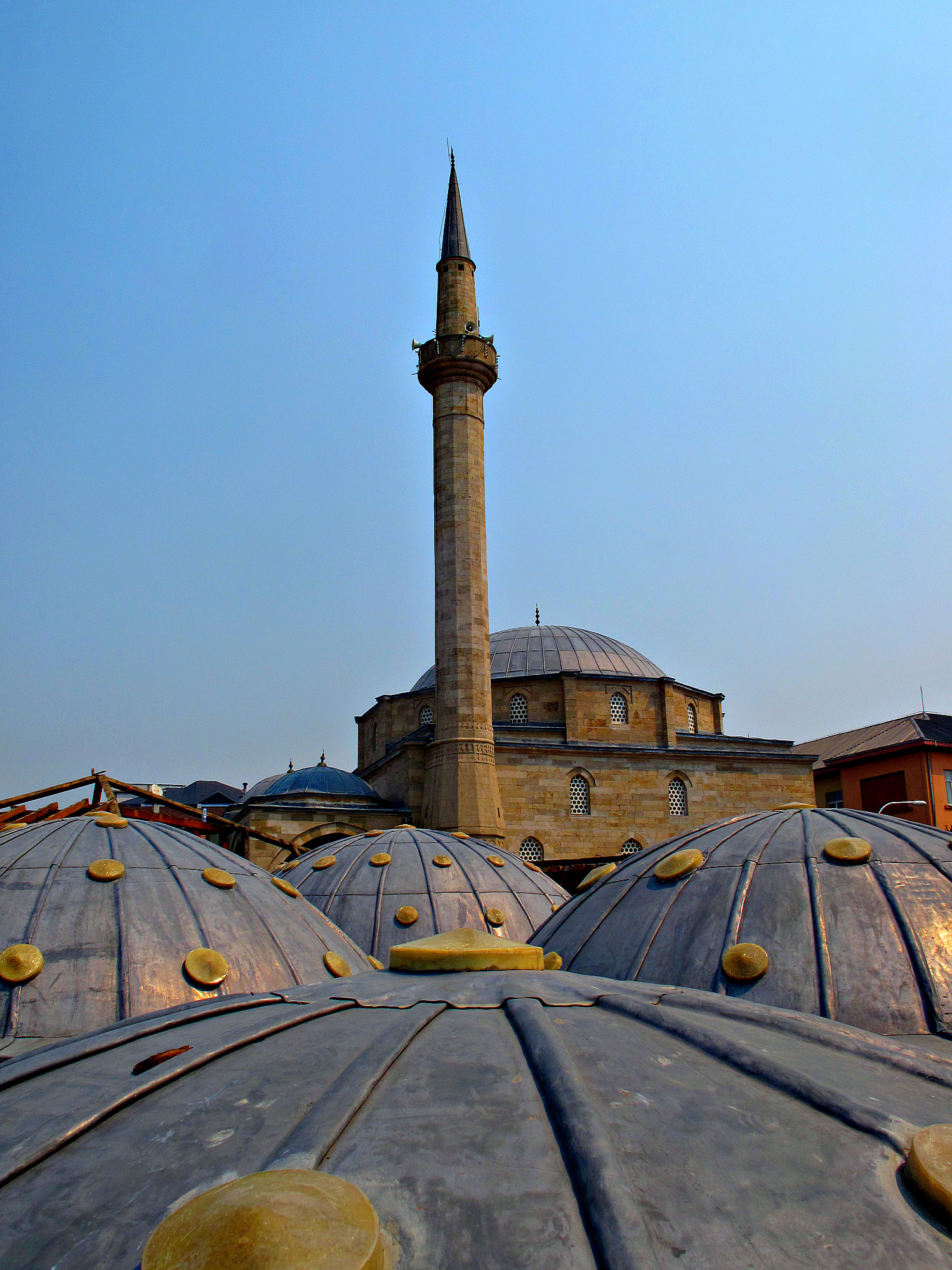
La Grande Moschea di Pristina
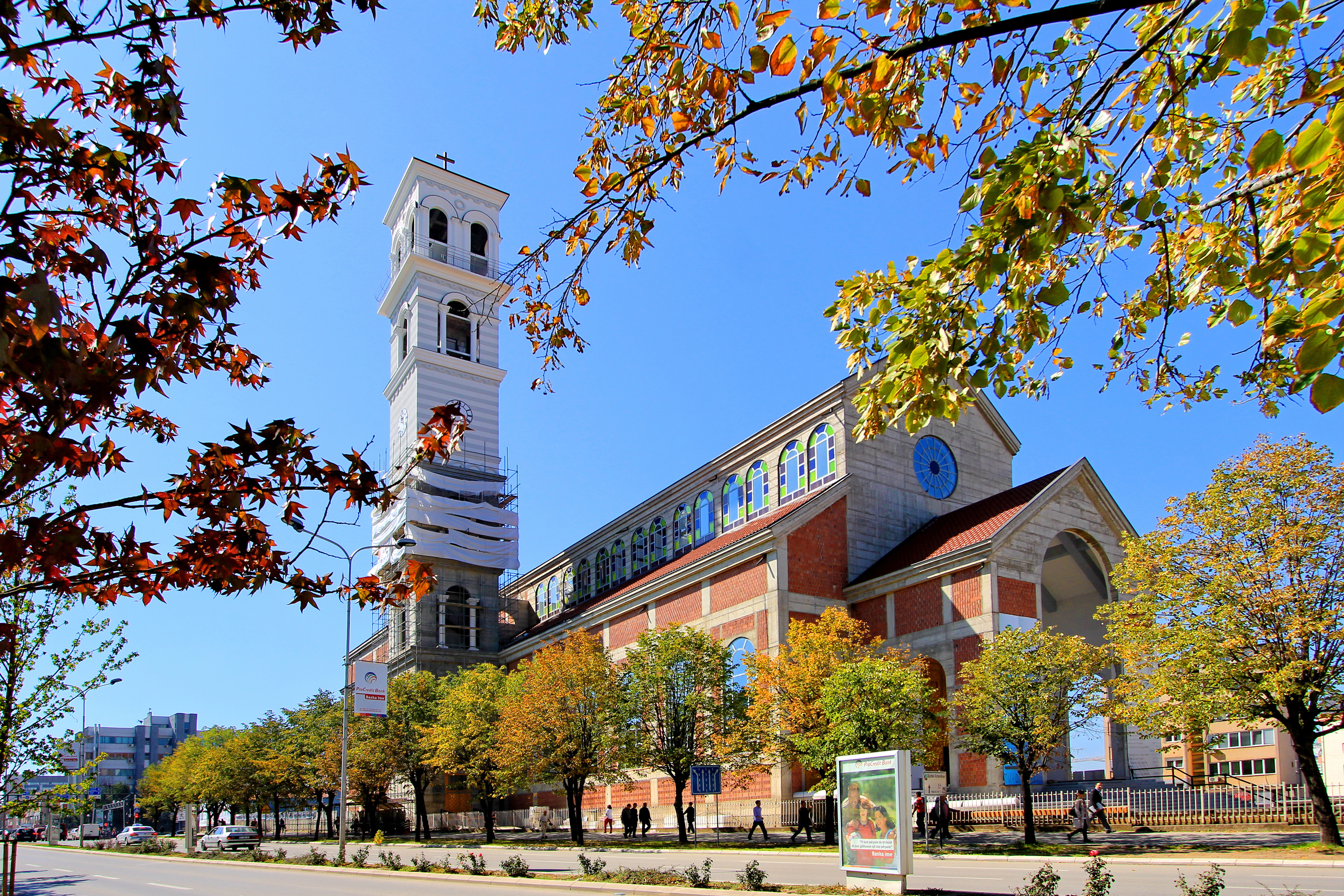
Cattedrale della Beata Madre Teresa a Pristina
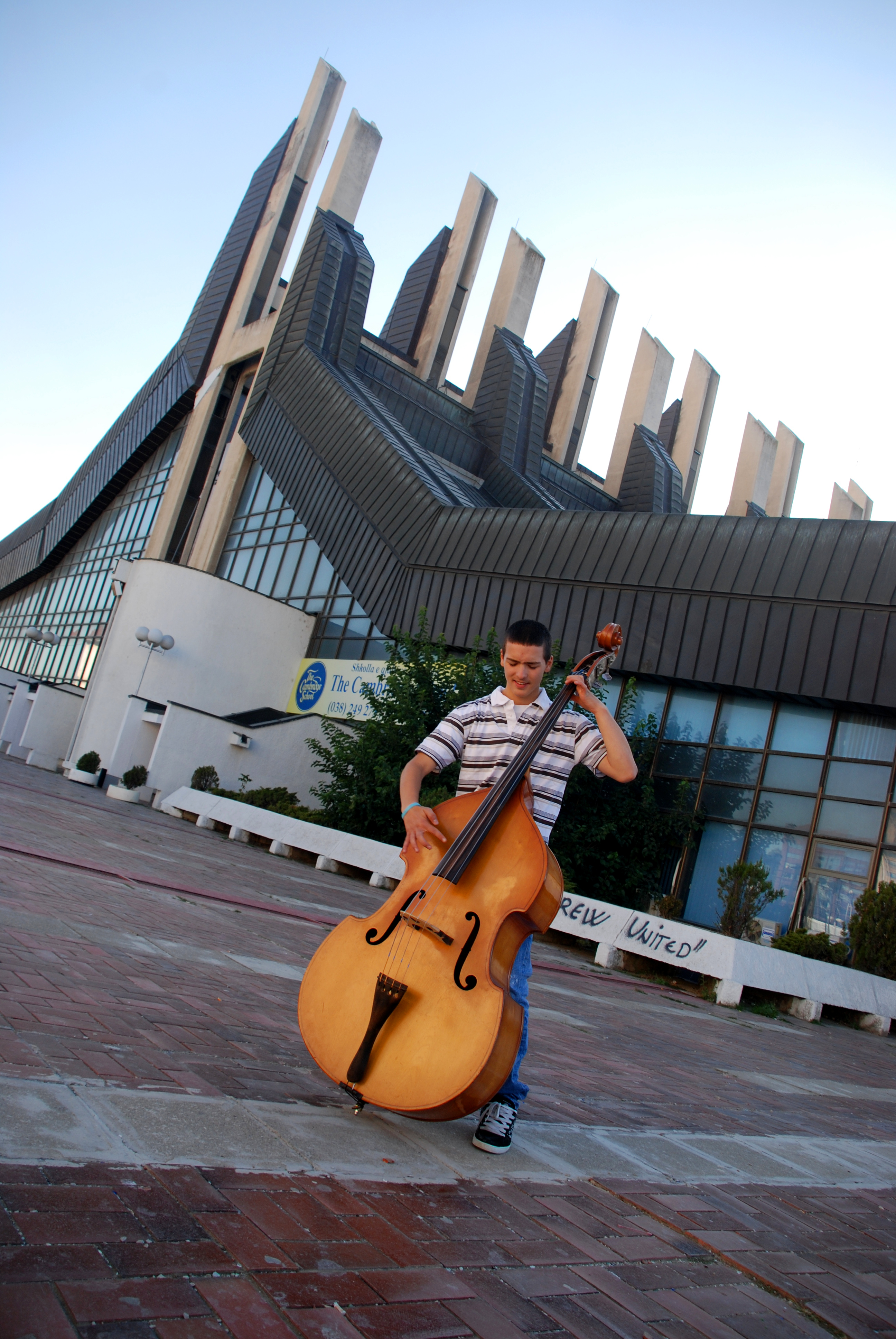
Un ragazzo con un contrabbasso sulla terrazza del Palazzo della Gioventù e dello Sport a Pristina
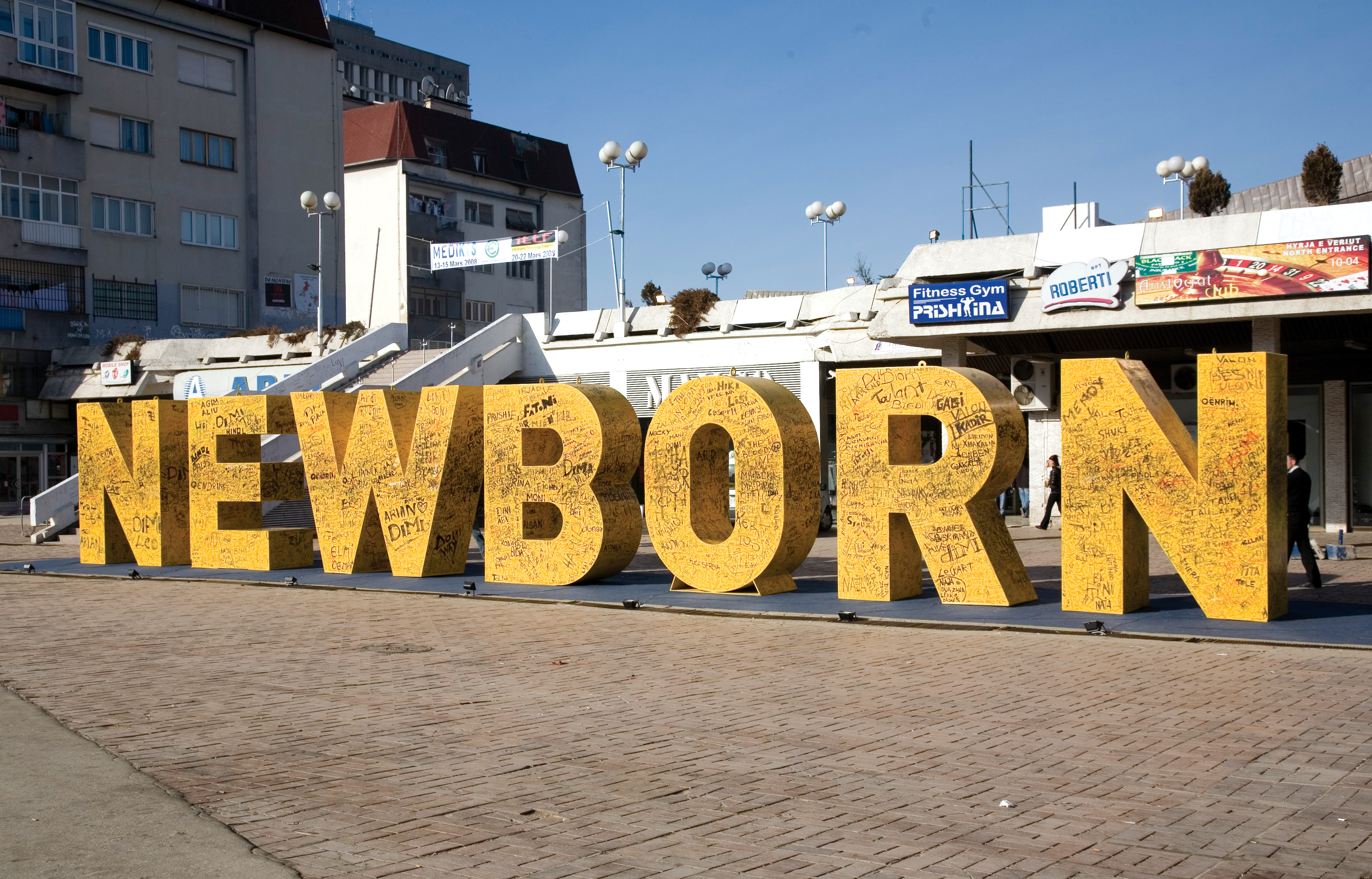
Monumento ai neonatinel 2008
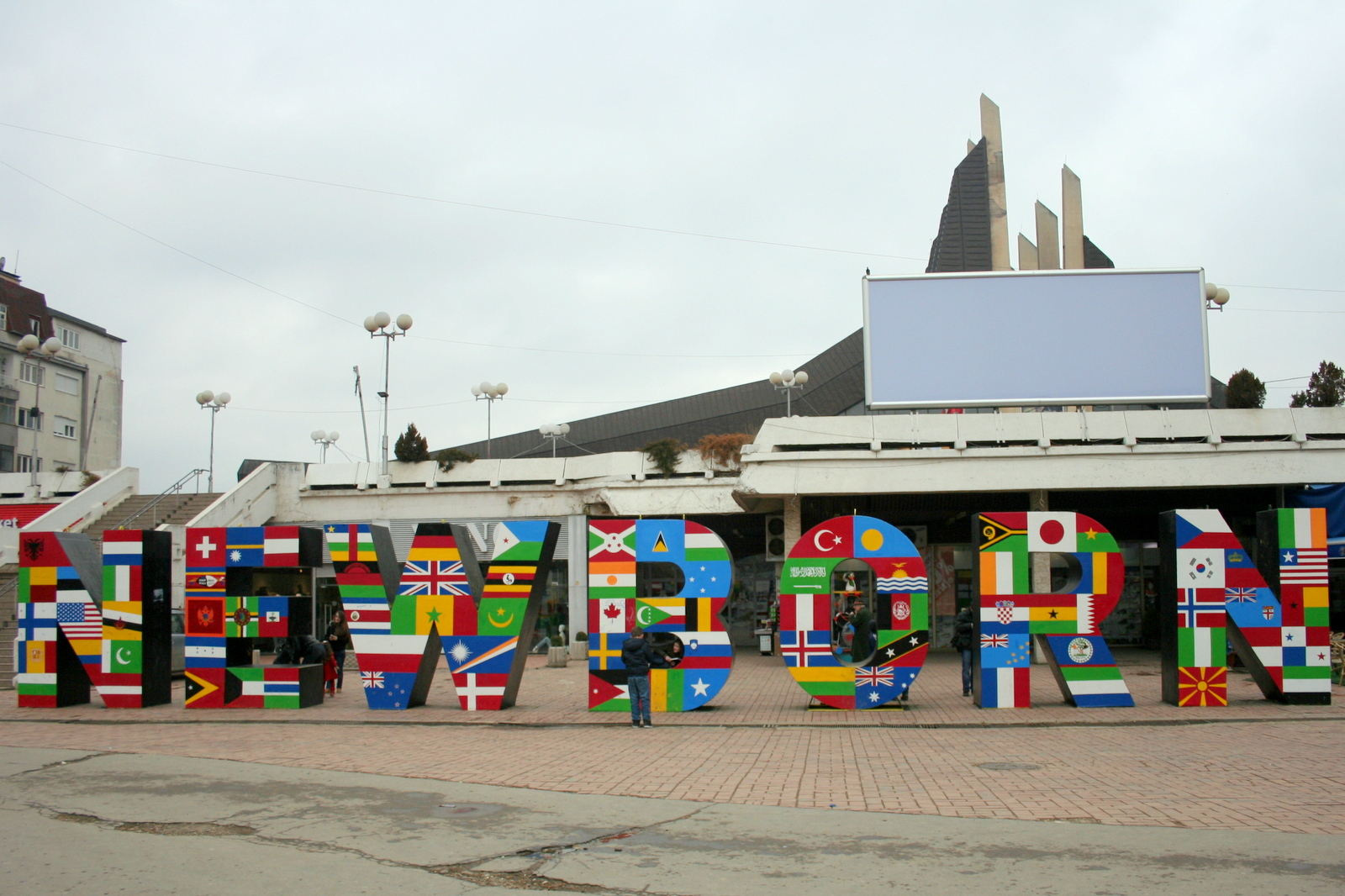
Monumento ai neonatinel 2013
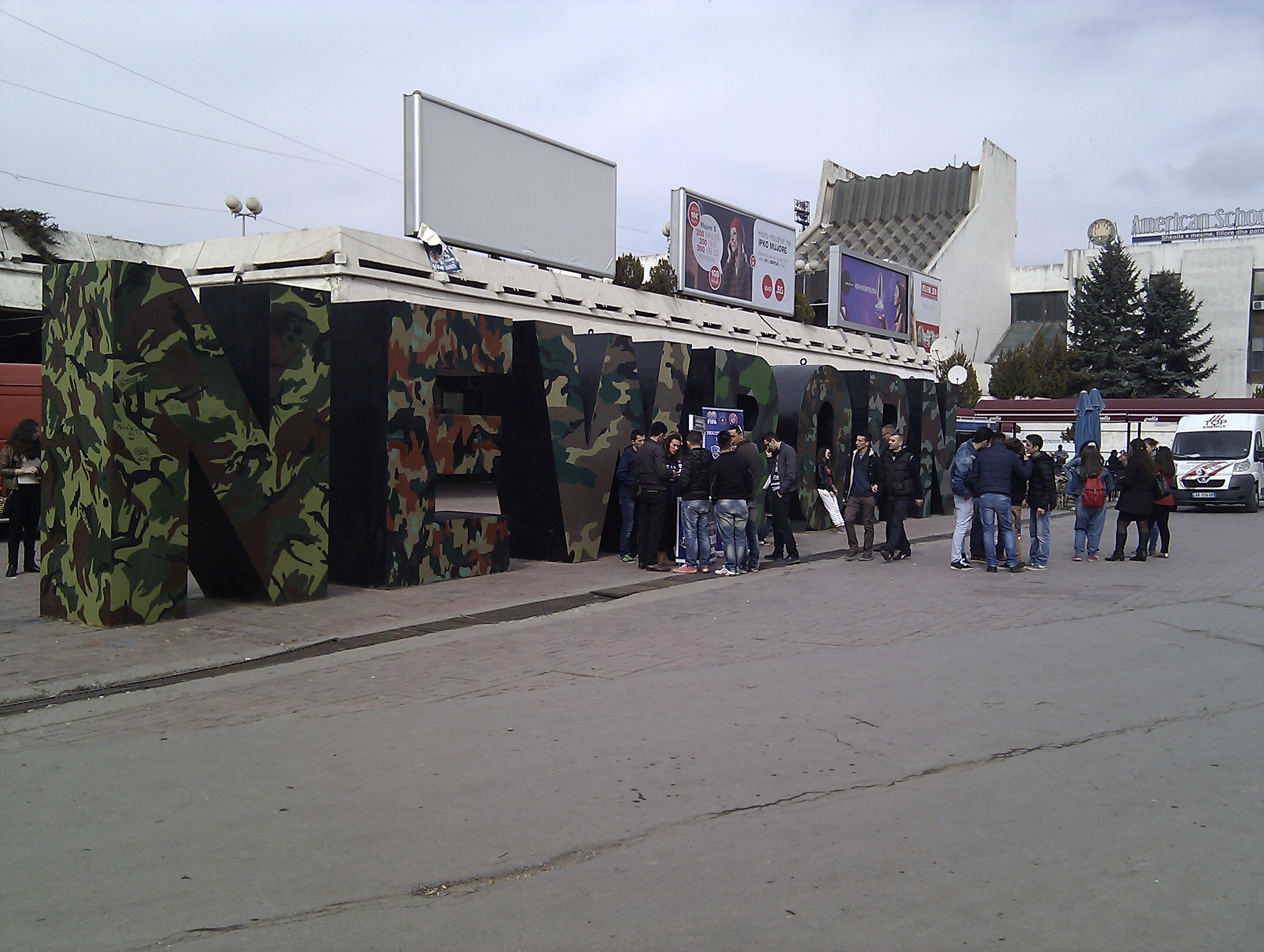
Monumento ai neonatinel 2014